# سطيح ضلعي مستعرض
سطيح ضلعي مستعرض (بالإنجليزية: transverse costal facet)‏ أو نقرة ضلعية مستعرضة (بالإنجليزية: transverse costal fovea)‏ هو عبارة عن المكان الذي يشكل فيه الضلع مفصلا مع الزائدة المستعرضة للفقرة.
وقد سمي بالسطيح لأنه يكون على شكل سطح صغير في طرف الزائدة المستعرضة للفقرة وسمي بالنقرة لأنه يشبه الأثر الذي يتركه العصفور إذا ما نقر شيئا ما .